# Big Green Egg

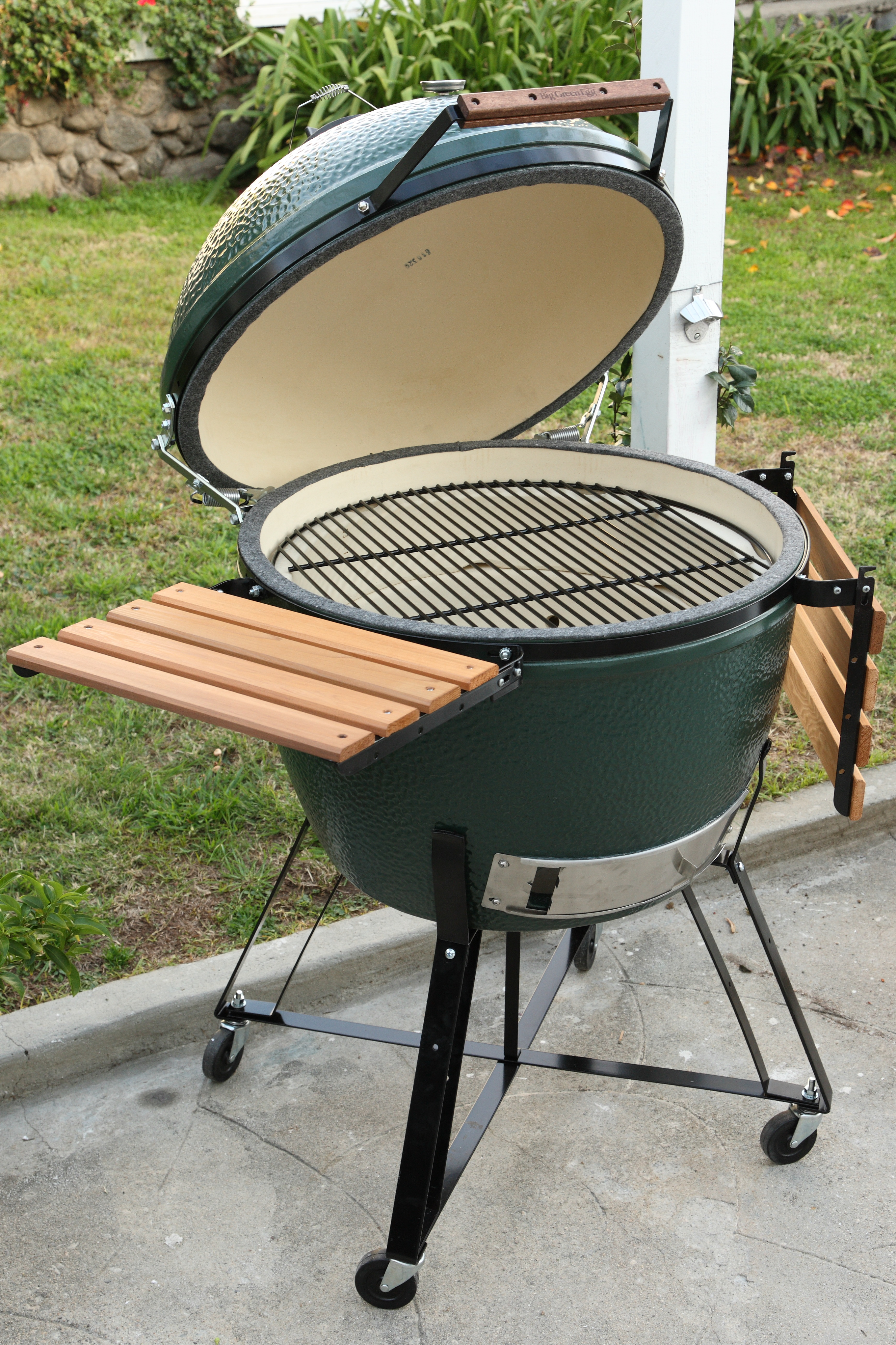
Extra stor Big Green Egg

Big Green Egg (eller EGG) är ett varumärke för en kamado, en slags keramisk kolgrill.

## Historia
Big Green Egg kallas vanligtvis för en kamado, på grund av ursprunget till grundkonstruktion som ligger i södra Japan.
Ordet "mushikamado" betyder "ångkokare" (från "Mushi" som betyder "att ånga" och "Kamado" som betyder "spis" eller "ugn"). Mushikamado var en anordning för att ångkoka ris och används av japanska familjer för ceremoniella tillfällen. Den tog formen av en rund lerkruka med ett löstagbart, kupolformat lock av lera. Den hade ett övre spjäll och ett bottenutkast. Mushikamado kom först till uppmärksamheten av amerikanerna efter andra världskriget när USA:s flygvapen skulle föra dem tillbaka från Japan i tomma transportplan. I slutet av 1960-talet startade tillverkningen i Amerika.
Företaget Big Green Egg grundades 1974 av Ed Fisher och har sitt säte i Tucker, Georgia i USA. Produktionen av Big Green Egg sker i Monterrey, Mexiko, av företaget Daltile.

## Design
Formen på Big Green Egg är utformad för att hålla värmen inne, med bara en liten ventil i toppen för att skapa ett luftdrag som håller elden vid liv. Dagens Big Green Egg är tillverkad av högfiberkeramik som utvecklats för rymdprogrammet och syftar till att återspegla värme, detta gör att temperaturer på upp till 650°C kan uppnås. Den yttre ytan har en högglansig keramisk glasyr för att göra den mer tålig mot väder och sprickor.
Big Green Egg är en grill som drivs på kol:  tillverkarna rekommenderar vanlig träkol, eftersom alternativ som kolbriketter innehåller många tillsatser som kan förorena smaken på maten. Den förseglade utformningen av grillen resulterar i en långsamt brinnande eld som använder små mängder av kol jämfört med en vanlig grill. Träkol i klumpform skapar dessutom väldigt lite aska.
Big Green Eggs kan användas för att röka eller grilla mat. Med hjälp av tillbehör kan man även baka bröd eller pizza. Big Green Eggs tillverkas i sju storlekar, där den största kan laga 35-40 hamburgare, 14-16 hela kycklingar, 18-20 biffar, 20 revbensspjäll eller en spädgris.
Förutom det yttre keramiska skalet finns det utkast till öppning för att tillhandahålla luft till den keramiska eldstaden i basen av enheten. Det finns ett vred på ovansidan för att ge luftflödesreglering och därmed temperaturreglering. Ett tillbehör som kallas en Conveggtor (plate setter) kan placeras ovanför eldstaden: detta förhindrar direkt tillagning av maten när enheten används som en rökare. Mellan basen och locket ligger en packning gjord av filt som maximerar fuktbevarande under långa cookouts.

## Popularitet
Det namn som antagits av entusiaster av Big Green Egg är "EGGheads".